# Blackbolbus goldingorum
Blackbolbus goldingorum är en skalbaggsart som beskrevs av Henry Fuller Howden 1993. Blackbolbus goldingorum ingår i släktet Blackbolbus och familjen Bolboceratidae. Inga underarter finns listade.